# Pascal Soriot
Pascal Claude Roland Soriot, född 23 maj 1959, är en fransk företagsledare som är vd för det brittisk-svenska läkemedelsbolaget Astra Zeneca plc sedan den 1 oktober 2012. Han har tidigare arbetat för Roussel Uclaf S.A./Hoechst AG, Aventis/Sanofi S.A. och Genentech, Inc./F. Hoffmann-La Roche AG.
Soriot avlade en doktorsexamen i veterinärmedicin vid École nationale vétérinaire d'Alfort och en master of business administration vid École des hautes études commerciales de Paris (HEC Paris).
I mitten av juli 2017 var det rapporter om att Soriot skulle lämna Astra Zeneca, för att ta över vd-posten hos den israeliska konkurrenten Teva Pharmaceutical Industries Ltd. Det rapporterades om att Teva hade försökt locka honom med en sign-on bonus på uppemot $20 miljoner. Astra Zeneca ville inte kommentera spekulationerna men bekräftade att han är fortfarande deras vd och kommer närvara vid deras kvartalsstämma den 27 juli.